# Cutinana
Cutinana, pleme američkih Indijanaca čiji je prvi izvorni poznati dom bila rijeka Samiria u sjevernom Peruu. Prema Beuchatu i Rivetu jezično su klasificirani su u skupinu chébero, što je porodica cahuapanan, koja se temelji na Veiglovoj klasifikaciji iz 1785. očito zbog veza i lokacije koja se nalazila u blizini plemena Chebero i Chayahuita. Za Cutinane je ustanovljeno da su govorili istim jezikom kao i plemena Aguano i Maparina (Figueroa, 1904).
Godine 1641., oni žive na rijeci Samiria, odakle ih se 100 obitelji odselilo na misiju Chébero, a zatim na vlatitu misiju Santo Tomé. Dio je tada otišao na na rijeku Urarina i između rijeka Chambira i Pastaza. Godine 1737. većina ih živi s Chébero Indijancima (Maroni)